# 쓰시마국

쓰시마 국

쓰시마국(일본어: 対馬国 쓰시마노쿠니[*])은 일찍이 일본의 지방 행정 구분이었던 구니의 하나이다. 사이카이도에 포함되었고 그 영역은 현재의 나가사키현 쓰시마시이다. 다이슈(対州)라고도 한다.

## 연혁
쓰시마 국이 처음 나타난 것은 삼국지 위지왜인전의 대마국(對馬國: (삼국지 판본에 따라 대해국(對海國)이라고 되어있기도 함)이다. 일본에서는 쓰시마(津島)라고도 쓰였지만, 7세기에 율령제의 지역구분으로서 쓰시마 국이 설치되면서 쓰시마(対馬)로 정해졌다.

## 역사

### 선사 시대
위지 왜인전에는 「대마국」이 왜국의 한 구니로써 등장하고 있으며, 야마타이국(邪馬台国)에 속한다고 기록되어 있다. 「대마국」의 지지(地誌)에 대해 위지 왜인전은 이렇게 적고 있다.
始度一海千余里, 至対馬国, 其大官曰卑狗, 副曰卑奴母離. 所居絶島, 方可四百余里. 土地山険, 多深林, 道路如禽鹿径. 有千余戸, 無良田, 食海物自活, 乗船南北市糴.
우선 한 번 바다를 건너 1천 리를 가서 대마국에 이르는데, 그 대관을 비구, 부관을 비노모리라 한다. 바다로 떨어진 섬에 사는데 섬 넓이가 4백 리쯤 된다. 토지가 산이 험하고 울창한 숲이 많으며 길은 짐승이나 다닐 듯 하다. 1천 호가 있는데 좋은 밭이 없어 해산물을 먹고 스스로 살아가며 배를 타고 남북을 오가며 곡식을 사들여 온다.

야요이 시대에 쓰시마 북부의 집단 거주 유적인 도노구비 유적(塔の首遺跡, 쓰시마 시 가미쓰시마 정上対馬町)에서는 석관 안팎으로 한반도 및 중국계 유물(방격규구문方格規矩文 거울・구리 팔찌・도질토기 등)과 기타큐슈계 유물(히로사키도보코広鋒銅矛・곡옥 등)들이 함께 묻혀 있는 것이 확인되었고, 『삼국지』에서 말한 「남북을 오가며 곡식을 사들여 온다」는 기술을 뒷받침한다.
4세기 쓰시마에도 본격적인 고분 시대가 시작되었다. 4세기 후반 이후 쓰시마 동쪽 해안의 게치우라(鶏知浦) 주변에 일본의 기나이형(畿内型) 전기 고분으로 섬 안에서 가장 큰 데이즈카 고분(出居塚古墳, 쓰시마 시 미쓰시마 정美津島町 소재)이 등장했고, 이어 전방후원분을 포함하는 네소 고분군(根曽古墳群, 쓰시마 시 미쓰시마 정美津島町)이 제작되었는데, 이는 5세기에서 6세기 후반에 해당한다.. 4세기 후반대에는 북부에 다이쇼군야마 고분(大将軍山古墳, 쓰시마 시 가미아가타 정上県町 소재)이 조성되는 등, 이들 고분의 분포를 통해 기존의 아소 만(浅茅湾) 주변의 사회집단과의 관계를 유지하면서 야마토 왕권과의 연락에 편리한 동부 해안 게치우라 부근에 왕권과 직접적 연관을 맺는 수장층이 성립되었음을 말해주고 있다.

### 고대

#### 아스카 시대
쓰시마 섬의 수장에 대해 헤이안 시대에 성립된 《선대구사본기》(先代旧事本紀) 「국조본기」(国造本紀)는 「쓰시마노 아가타노 아타이」(津島県直)라는 인물을 지목하고 있다. 《일본서기》의 신화적 인물인 진구 황후의 이른바 신라 정벌의 전설에서 쓰시마의 「와니노쓰」(和珥津)라는 항구 이름이 등장하며, 쓰시마에 진구 황후가 미야케(屯倉)를 두었다는 기록이 보인다. 한국의 《삼국사기》에는 신라의 실성왕 7년(408년) 왜인이 신라를 습격하고자 쓰시마에 군영을 두고 있다는 보고에 실성왕이 쓰시마를 직접 공격할 계획을 세웠으나, 서불한으로 군권을 맡고 있던 미사품의 반대로 그만두었다는 기록이 있다.
645년 다이카 개신 이후 율령제가 시행되면서 쓰시마는 사이카이도에 속한 영제국(令制国), 즉 쓰시마국(対馬国)으로써 지금의 이즈하라(厳原)에 고쿠후(国府)가 설치되어, 다자이후의 관할에 들게 되었다. 스이코 천황 8년(600년)과 15년(607년)에 중국에 파견된 견수사(遣隋使)나 조메이 2년(630년)에 이누카미노 미타스키(犬上御田鍬) 등을 비롯한 초기 견당사도 모두 이키(壱岐)와 쓰시마를 기항지로써 경유해 중국으로 파견되었다.
백제 멸망 뒤 야마토 조정에서 백제에 파병했던 원군은 덴지 2년(663년) 백강구 전투에서 나당연합군에 대패하고, 야마토 조정은 당나라와 신라가 합세해 왜로 쳐들어올지 모른다는 공포심에 이듬해인 덴지 3년(664년) 도고쿠(東國)에서 징발한 사키모리(防人)를 쓰시마에 두고, 또 도부히(烽, 봉수대) 8곳을 쓰시마에 설치하였다. 동왕 6년(667년)에는 투항해 온 백제 유민들을 시켜 아소 만 남쪽 바닷가에 조선식 산성인 가네다 성을 쌓게 하였다. 덴무 3년인 하쿠호 2년(674년)에는 이즈하라에 정식으로 고쿠후를 세울 땅을 정하였다. 한편 이 해에 쓰시마노카미 오시미노 미야쓰코노 오쿠니(忍海造大国)가 쓰시마에서 은을 캐어 조정에 헌상하였는데, 이는 일본에서 최초로 은이 채굴된 사례였다. 몬무 천황 5년(701년)에는 다시 쓰시마에서 채굴한 것으로 알려진 금이 조정에 헌상되어 이를 기념해 일본 조정은 연호를 「다이호」(大寶)로 바꾸기까지 했다. 그러나 현재 이는 조작된 것으로 알려져 있다.
한편 같은 해 다이호 율령이 제정되는데, 쓰시마 국은 다이호 율령에서 「対馬島」로 표기되었다.

#### 나라 시대
사키모리 제도는 3년 교대로 도고쿠에서 파견된 병사 2천 인으로 성립된 제도였고, 덴표 9년(737년)에 폐지되었으나 규슈 본토의 지쿠시 국(筑紫国) 사람을 이키・쓰시마에 보내는 것으로 부활하였고, 덴표호지 원년(757년) 다시 폐지되어 사이카이도 7개 구니(지쿠젠국・지쿠고국・히젠국・히고국・부젠국・분고국・히다카국)의 쓰와모노(兵) 1,000인을 교대로 배치하였다. 덴표 13년(741년)에 불교 사상에 토대를 둔 「진호국가」(鎭護國家)를 표방한 쇼무 천황의 고쿠분지(国分寺) 건립의 조(詔)에 따라 쓰시마에도 고쿠후가 있는 이즈하라 땅에 도분지(島分寺)가 세워졌으나 강사(講師)는 일단 폐지되었다.
한편 덴표호지 3년(759년)에 후지와라노 나카마로가 신라 정벌 계획을 세워 준비중이던 때 도고쿠의 선단 편성에 히젠 국 2,400인, 쓰시마 섬 200인의 수수(水手)가 포함되어 있었다.

#### 헤이안 시대
간무 천황에 의해 사키모리 제도는 폐지되고 군단 제도도 바뀌었지만, 이키・쓰시마 두 구니에는 예외적으로 사키모리 제도가 존속하였다. 9세기부터 신라구(新羅寇)라 불리는 신라 해적들의 일본 해안 약탈이 쓰시마 섬을 중심으로 규슈 연안에서 빈발하였는데, 고닌(弘仁) 4년(813년)에는 신라 해적들이 쓰시마 본토를 침공하는 사건이 벌어지자 쓰시마에서는 신라말 통역을 배치하였다. 조와(承和) 8년(841년)에는 다자이후의 속관인 조(曹) 104인이 쓰시마에 사키모리로 보내지기도 하였다.
헤이안 시대의 전국적인 율령제 이완 현상은 쓰시마에서는 예외적인 일이었다. 《문덕실록》(文徳実録) 덴난(天安) 원년(857년) 6월조에는 쓰시마노카미 다테노노 마사즈미(立野正岑)의 이름이 등장하고 있는데, 다테노노 마사즈미는 그 해에 가미아가타 군주(上県郡主)인 의주장(擬主帳) 우라베노 가와치마로(卜部川知麻呂), 시로아카타 군(下県郡)의 의대령(擬大領) 나오노 우라누시(直浦主) 등이 이끄는 300여 명의 섬 사람의 습격으로 자신의 저택에서 피살당했다. 조간(貞観) 12년(870년)에 쓰시마에 선사(選士) 50인이 배치되고, 조간 16년(874년)에는 신라인이 쓰시마에 떠내려왔다가 귀국당하기도 하였다. 간표(寛平) 6년(894년), 대소 합쳐 100척의 선단에 타고 온 2,500인 가량의 신라 해적들이 쓰시마의 사쓰우라(佐須浦)에 출몰해, 쓰시마노카미 훈야노 요시토모(文屋善友)가 이끈 일본 관군과 격투를 벌였다(《부상략기》).
한반도에 고려에 의해 통일 국가가 성립된 쇼헤이(承平) 6년(936년) 이후 신라구는 자취를 감추었다. 이 해에 쓰시마에 고려 남원부(南原府) 사람 함길긍(咸吉兢)이 표류해 오거나, 10월 15일에 김해부(金海府) 사람 이순달(李純達)이 다자이후에 와서 소식을 전했지만 양국간 국교 수립에는 이르지 않았다고 한다.
간닌(寛仁) 3년(1019년)에 정체를 알 수 없는 적선 50척이 쓰시마를 습격했다. 일본측 기록만 보아도 살해된 자는 365명에 잡혀간 자는 1,289명이었고 덴무 천황 이래로 이름 높던 쓰시마 은광도 함께 불타버렸다. 이는 노예를 노린 것으로 피해는 쓰시마 및 이키・기타큐슈에 걸쳤다. 훗날 이들 도적의 정체는 도이(刀伊, 여진족)으로 밝혀졌고, 이 사건을 일본 역사에서는 「도이의 입구」라 부르고 있다. 여진족은 이 때 쓰시마의 한간다이(判官代) 나가스미 모로치카(長岑諸近)와 그 일족을 잡아갔고, 가까스로 탈출한 모로치카는 자신의 처자를 찾기 위해 고려를 돌면서 일본인 포로의 비참한 모습을 목도하고서 귀국하였다고 한다.
쓰시마 국은 고대 후반 이래로 아비루 씨(阿比留氏) 등의 재청관인(在庁官人)에 의한 현지지배가 이루어지고 있었다. 가호(嘉保) 2년(1094년) 음력 5월 25일에 전임 다자이노곤노소치(大宰権帥) 정2위 행곤노주나곤(行権中納言) 후지와라노 고레후사(藤原伊房)가 전임 쓰시마노카미 후지와라노 아쓰스케(藤原敦輔)와 함께 사무역을 한 것이 적발되어 관위를 강등당하고 위계를 삭탈당했다고 한다.
고와(康和) 3년(1101년) 7월 7일, 쓰시마노카미 미나모토노 요시치카(源義親)가 부임지에서 다자이후의 명을 어기고 관물을 횡령, 인민을 약탈하고 있다는 보고가 다자이노곤노소치 오에노 마사후사(大江匡房)로부터 조정에 보고되었다. 요시지카 토벌을 명하는 관부(官符)가 내려지고, 천하 제일의 무용(武勇)을 지닌 용사로써 이름 높던 가와치 겐지(河内源氏)의 도료(棟梁) 하치만타로 요시이에(八幡太郎義家)의 둘째 아들로써 겐지의 적통이던 요시지카가 다이라노 마사모리(平正盛)에게 토벌당한 뒤 겐지 적통은 세력이 크게 꺾였고, 거꾸로 요시지카 토벌에 공을 세운 헤이시(平氏)가 대두하는 계기가 되었다.

### 중세
분에이(文永) 11년(1274년)과 고안(弘安) 4년(1281년), 두 차례에 걸쳐 일어난 여원 연합군의 일본 원정 당시 쓰시마에서 소 스케쿠니(宗助国)가 맞아 싸우다 죽고, 쓰시마는 몽골군에 점령당했다. 섬의 남자는 모조리 살해당하고 여자는 손바닥에 구멍이 뚫려 가죽끈으로 꿰인 채 포로가 되었다고 《하치만 구도훈》는 전하고 있다.
이후 쓰시마는 한반도 및 중국 해안에 출몰해 약탈을 일삼던 왜구의 근거지가 되었다. 왜구를 토벌하고자 고려는 창왕 원년(1389년) 박위가 이끄는 정벌군이 쓰시마를 공격하기도 하였고, 조선 태조 5년(1396년)에 이어 세종 원년(1419년) 다시 이종무 등이 이끄는 대규모 선단이 쓰시마를 정벌하였다. 한국 역사에서 쓰시마 정벌이 있었던 세종 원년의 간지를 따서 기해동정(己亥東征), 일본 역사에서는 이 해의 연호를 따서 오에이 외구(応永の外寇)라 부르는 이 사건에서 조선군은 쓰시마 도주(島主)인 소 씨가 거느린 일본 무사단과 한 달간의 교전을 벌이고 조선군은 쓰시마에서 철수하였다. 기본적으로 조선군의 피해가 적지 않았지만, 원정 이후 왜구의 침공은 크게 줄었고, 소씨도 1443년에 조선과 계해약조(일본에서는 가키쓰약조嘉吉条約라 부름)를 맺어 조선과 일본 양국의 창구 역할을 하는 단초를 마련하였다.
분메이(文明) 2년(1470년, 조선 성종 원년) 조선에서는 쓰시마의 슈고(守護)였던 소 씨를 통해 일본으로 밀항해 들어간 조선인들을 돌려보내줄 것을 요구하였고 에이세이(永正) 6년(1509년, 조선 중종 4년) 4월에 다시 쓰시마 도주 소 무라모리(宗材盛)에게 체재 기한을 넘기고도 조선에 머무르고 있는 왜인 즉 항구왜(恒久倭)의 귀국을 요구하는 사절을 막부에 파견하겠다고 예고하였으나, 무라모리가 급서하는 바람에 사신 파견은 연기되었다고 한다. 이듬해에는 조선 내의 일본인 거주가 허용된 삼포(부산포, 염포, 제포의 세 포구)에 거주하던 쓰시마 사람들이 삼포왜란을 일으키기도 하였다. 소 씨가 나서서 구원군을 보내가며 진압을 도왔지만, 조선은 거주하던 일본인을 추방해 버렸고 쓰시마와 조선의 관계는 에이세이 9년(1512년, 조선 중종 12년) 쓰시마 도주가 삼포왜변 주동자의 목을 바치고 조선 조정에서 쓰시마와 임신약조(壬申約條)를 맺을 때까지 단절되었다.
또한 이 무렵 쇼니씨(少弐氏)가 오우치 씨(大内氏)에게 다자이후를 잃고 쫓겨나면서, 소 사다모리(宗貞盛)가 규슈에 병사를 보내 오우치 씨를 공격하기도 하였다. 그러나 쇼니 씨는 결국 멸망하고 소 씨도 군세를 돌려야 했다.

### 근세 이후
분로쿠 원년(1592년), 도요토미 히데요시의 조선 침공으로 7년의 임진왜란이 시작되었다. 무역 수입을 잃을 것을 두려워한 소 씨는 어떻게든 양국간의 전쟁을 막고자 애썼지만 실패하고, 전쟁이 끝난 뒤에는 부산과 나고야성(名護屋城) 사이에서 양국간 중개에 힘쓰다 세키가하라 전투에서 고니시 유키나가를 따라 서군(西軍)에 가담하였으나 서군이 패한 뒤 영토를 잃었다.
에도 막부가 세워지고 바쿠한 체제 아래에서 소 씨는 쓰시마 후추 번 10만 석의 영주로써 막부 말기까지 존속하였다. 후추 번은 막부의 명령에 따라 조선과의 국교 재개를 위해 힘썼고, 막부와 조선 사이의 관계를 유지하기 위해 양국간에 오가는 국서를 교묘하게 위조하기도 하였으나 이는 막부의 유력 가신인 야나기하라 씨(柳川氏)에 고발당했고 이는 야나기하라 사건으로 불리는 일대 사건으로 번졌다.
한편 에도 시대의 쇄국 정책 아래에서도 조선과의 국교는 유지되었고, 쓰시마 번은 조선 통신사의 선도역을 맡아 훗날 부산시에 왜관(倭館)을 두고 교역하기도 하였다.
메이지 유신 이후 폐번치현으로 쓰시마에는 이즈하라현(厳原県)이 세워졌는데, 이즈하라 현은 이후 이바리 현(伊万里県), 사가현(佐賀県), 미즈마 현(三潴県)을 거쳐 1876년(메이지 9년) 나가사키현에 편입되었다.

## 국내의 시설

### 고쿠후(国府)
고쿠후(国府)는 시모아카타 군(下県郡)에 있었다. 시모아카타 군은 지금의 쓰시마시(対馬市) 이즈하라 정(厳原町) 고쿠분(国分)의 쓰시마 시청(옛 이즈하라 정 사무소) 부근에 있었다고 하나, 그 유구는 확인되지 않고 있다.

### 도분지(島分寺)・도분니지(島分尼寺)

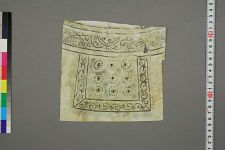
쓰시마 국의 고쿠분지(国分寺)에 있었던 범종의 탁본. 메이오 9년(1500년)이라는 연호가 새겨져 있다.

쇼무 천황(聖武天皇)이 덴표 13년(741년)에 한 발표한 「고쿠분지 건립의 조」 이후 대일여래(大日如来)를 본존으로써 쓰시마 도분지(対馬島分寺)가 시모아가타 군의 고쿠후 부근에 세워졌다는 기록이 있고, 훗날의 가네이시 성(金石城, 이즈하라 성厳原城)에 위치했다고 알려져 있다. 가네이시 성터의 발굴조사를 통해 도분지의 가람 배치 등이 해명되고 있다. 덴표호지 7년(755년), 구니(国) ・ 시마(島)의 강사(講師, 정확하게는 구니 ・ 시마시島師)가 폐지되고 다시 도분지에 강사가 배치된 것은 사이코(斉衡) 2년(855년)이었다. 그 재원은 규슈 본토의 구니들에 의존하는 부분이 컸다. 덴안(天安) 원년(857년)의 고쿠시(国司) 데노 마사즈미(立野正岑)가 일으킨 반란으로 도분지가 불타 없어졌고, 이듬해 고쿠후 옥산(嶽山) 산기슭에 본잔존인 대일여래를 옮겨 대일당(大日堂)을 지었다. 이는 훗날 대일사(大日寺)라 불렀다. 현재는 임제종(臨済宗) 사찰로써 사이산지(西山寺)가 되어 있다. 사료로써는 조간(貞観) 연간(859년 - 877년)에 쓰시마 도분지가 섬 안에서 재원을 보강하고자 노력한 흔적이 확인되고 있다.。
한편 오닌 2년(1468년) 쓰시마 후추(府中)에 거주하던 소 사다쿠니(宗貞国)가 고쿠분지 부흥을 명했고, 고대 도분지 절터가 있던 산기슭에 절을 다시 지은 것으로 추정된다. 이는 에도 시대(江戸時代)가 되어 간분 5년(1665년)에 번주 소 요시나오(宗義真)가 가네이시 성을 확장할 무렵 히요시(日吉)로 옮겨졌다. 분큐 3년(1863년)에 옮겨진 것이 석가여래를 본존으로 하는 지금의 고쿠분지가 되었다. 현존하는 절은 조동종(曹洞宗) 덴토쿠 산(天徳山) 고쿠분지(国分寺)라 불리며 아울러 소 씨 집안의 보리사(菩提寺)이기도 하였고, 조선 통신사의 객관으로써도 쓰였다.
한편 도분니지(고쿠분니지)에 대한 것은 자세히 밝혀진 것이 없다.

### 신사
엔기시키 다이샤(延喜式内社)
엔기시키 신명장(延喜式神名帳)에는 쓰시마 국에 대사(大社) 6좌(座) 6사(社) ・ 소사(小社) 23좌 23사로 모두 29좌 29사가 실려 있다. 대사 6사는 다음과 같다. 모두 명신대사(名神大社)이다.
- 가미아가타 군(上県郡) 와다쓰미 신사(和多都美神社) - 쓰시마 시 도요타마 정(豊玉町), 또는 미네 정(峰町) 기노사카(木坂)에 소재한 가이진 신사(海神神社)로 비정되고 있다.
- 가미아가타 군 와다쓰미노미코 신사(和多都美御子神社) - 쓰시마 시 도요타마 정에 있는 동명의 신사 및 세 곳의 신사.
- 시모아가타 군(下県郡) 다카고타마 신사(高御魂神社) - 쓰시마 시 이즈하라 정 소재.
- 시모아가타 군 와다쓰미 신사 - 이즈하라 하치만구 신사(厳原八幡宮神社) 또는 오토카즈타쓰미 신사(乙和多都美神社)로 비정.
- 시모아가타 군 후토노리토 신사(太祝詞神社) - 미쓰시마 정(美津島町) 소재.
- 시모아가타 군 스미요시 신사(住吉神社) - 미쓰시마 정으로 알려져 있다. 스미요시 신은 원래는 오사카 만(大阪湾) 주변에서 바다의 신으로 모셔졌던 신이 야마토 왕권으로 편입되었는데, 쓰시마의 스미요시 신사 또한 진구 황후의 삼한 정벌 신화와 깊이 연관되어 전해지게 되었다.[17]

총사(総社) ・ 이치노미야(一宮)
- 총사는 현재 알려져 있지 않다.
- 이치노미야(一宮) 가이진 신사

니노미야(二宮) 이하는 존재하지 않았다.

### 안코쿠지 터
- 안코쿠지 터(安国寺跡) - 나가사키 현(長崎県) 쓰시마 시 가미아가타 정 사호(佐護)에 소재.

## 군
- 가미아가타군
- 시모아가타군

## 인물

### 고쿠시(国司)

#### 쓰시마노카미(対馬守)
- 오시노미노 오쿠니(忍海大国) - 덴무 천황 3년(674년) 3월 7일에 등장.
- 다테노 마사즈미(立野正岑) - 857년에 군지(郡司) ・ 백성들에게 참살되었다.
- 훈야노 요시토모(文屋善友) - 간표 6년(894년) 사쓰우라(佐須浦)에 출몰한 신라구와 교전해 그들을 격파하였다.
- 사카노우에노 쓰네쿠니(坂上經國) - 엔초(延長) 7년(929년) 1월 탐라(耽羅)와 해조류를 교류하다 풍랑을 만나 시모아가타 군(下縣郡)에 표류한 후백제 상선을 전주(全州)까지 송환시켰다(《부상략기》 권40)[18]
- 다카하시노 나카타마(高橋仲堪) - 일본 조토쿠(長德) 3년(997년) 6월 이전 쓰시마노카미였다.
- 다이라노 나카카타(平中方) - 다자이노다이칸(大宰大監)으로써 다카하시노 나카타마를 대신해 조토쿠(長德) 3년(997년)쓰시마노카미가 되었다. 이는 고려의 첩장을 접한 일본 정부가 고려에 대한 경계를 보이는 과정에서 나온 것이었다.
- 오에노 요시토키(大江嘉言) - 문장생(文章生), 탄정소충(彈正少忠)으로 간고(寬弘) 6년(1009년)에 쓰시마노카미가 되었다가 7년 뒤 부임지에서 사망. 헤이안 중고기 36가선의 한 사람으로 꼽힌다.
- 후지와라노 마사노리(藤原政則) - 조와 2년(1013년)에 쓰시마노카미가 되었다. 간닌 3년(1019년) 도이의 입구 때 다자이노곤노소치 후지와라노 타카이에(藤原隆家)를 도와 진압에 활약하였다.
- 미나모토노 요시치카(源義親) - 다자이후(太宰府)의 명을 거스르고 관물 횡령 및 주민 핍박 등의 죄로 다이라노 마사모리에게 추토되었다. 이후 한동안 겐지의 세력은 크게 약화되었다.
- 후지와라노 아쓰스케(藤原敦輔) - 가호 2년(1094년) 전임 다자이노곤노소치 후지와라노 고레후사(藤原伊房)와 함께 사무역을 한 것이 적발되어 관위를 강등당하고 위계를 삭탈당했다.
- 후지와라노 지카미쓰(藤原親光) - 미나모토노 요리토모(源頼朝)의 외척으로써 헤이케에게 추토당해 고려로 도망쳤다가 단노우라 전투로 헤이케가 멸망한 뒤에 일본으로 돌아왔다(《아즈마카가미》)[19].

### 슈고(守護)

#### 가마쿠라 막부(鎌倉幕府)
- 가와치 요시나가(河内義長) : 분지(文治) 원년(1185년) - ?
- 쇼니 스케요시(少弐資能) : 간기(寛喜) 2년(1230년 - ?
- 쇼니 사다쓰네(少弐貞経) : 겐코(元亨) 3년(1323년) - ?

#### 무로마치 막부(室町幕府)
- 쇼니 요리히사(少弐頼尚) : 1344년 -?
- 소 스미모치(宗澄茂) : 1378년 -?
- 소 요리모치(宗頼茂) : 메이토쿠 3년(1392년) - 오에이 5년(1398년)
- 소 사다모치(宗貞茂) : 오에이 7년(1400년) - 오에이 10년(1403년)
- 소 사다모리(宗貞盛) : 오에이 21년(1414년) - 교토쿠 원년(1452년)
- 소 시게모토(宗成職) : 오닌 2년(1468년)
- 소 사다쿠니(宗貞国) : 1468년 - 메이오 원년(1492년)
- 소 기모리(宗材盛) : 1492년 - 에이쇼 5년(1508년)
- 소 요시모리(宗義盛) : 에이쇼 7년(1510년) - 에이쇼 17년(1520년)
- 소 모리나가(宗盛長) : 1520년 - 다이에이 원년(1521년)
- 소 하루야스(宗晴康) : 덴분 11년(1542년) - 덴분 23년(1554년)
- 소 요시시게(宗義調) : 고지 원년(1555년) - 에이로쿠 3년(1560년)

##### 슈고다이
- 소 모리나오(宗盛直) : 한국의 《세조실록》 세조 6년(1460년)부터 13년(1467년)까지 슈고 대관(守護代官) 종우마조성직(宗右馬助盛直)이라는 이름으로 등장하였다.
- 소 모리토시(宗盛俊) : 한국의 《예종실록》 예종(睿宗) 즉위년(1468년) 11월 8일조에 평조신 종조육 성준(平朝臣宗助六盛俊)이라는 이름으로 등장하여, 성종(成宗) 24년(1493년)까지 조선에 사신을 보냈다.

### 센고쿠 다이묘(戦国大名)
- 소 씨(宗氏)

### 무가 관위로써의 쓰시마노카미
- 마쓰다이라 다다사토(松平忠郷) : 에도 중기의 인물로 마쓰다이라 쓰시마노카미로 불림.
- 마쓰다이라 지카사다(松平近貞) : 분고 후나이 번(豊後府内藩) 제4대 번주.
- 야마우치 가즈토요(山内一豊) : 덴쇼 13년(1585년) - 게이초 8년(1603년)
- 안도 노부마사(安藤信正) : 안세이(安政) 3년(1856년) 12월 1일에 임명.
- 이도 사토히로(井戸覚弘)

### 쓰시마 국과 관련이 깊은 인물

#### 쓰시마 출신의 인물
- 나가즈미 모로치카(長岑諸近) - 도이의 입구 당시 쓰시마의 한간다이(判官代)
- 소 스케쿠니(宗助国) - 몽골의 일본 원정 당시 쓰시마의 슈고다이(守護代)
- 소 요시토시(宗義智) -고니시 유키나가의 사위로써 임진왜란에 참전하고 종전 뒤 도쿠가와 이에야스의 명으로 서계 위조까지 해가며 다시금 조선과의 국교 재개를 이끌어낸 인물. 쓰시마 후추 번(対馬府中藩)의 초대 번주.
- 소 요시나오(宗義真) - 호학(好学)의 번주라 불렸다.
- 스야마 돈오(陶山鈍翁) - 쓰시마 번의 군봉행(郡奉行)
- 가시마 효스케(賀島兵介) - 쓰시마 번사로써 히젠국(肥前国) 다시로(田代)의 부대관(副代官)
- 나카니와 부잔(中庭茂山) - 쓰시마의 도자기 장인
- 히라야마 도잔(平山東山) - 《쓰시마기사》(津島紀事)의 저자
- 오시마 도모노조(大島友之允) - 막부 말기의 외교관. 메이지 유신 뒤 왕정복고를 알리는 사절로써 조선에 보내졌다.
- 나카라이 토스이(半井桃水) - 소설가.

#### 쓰시마와 관계가 있는 인물
- 무토 스케요리(武藤資頼) - 미나모토노 요리토모로부터 쓰시마의 슈고로 임명되었다.
- 시마 기요오키(島清興) - 센고쿠 시대(戦国時代)의 무장. 쓰시마에 무덤이 있다.
- 아메노모리 호슈(雨森芳洲) - 쓰시마 후추 번의 유강(儒講)으로 조선 통신사의 접대 및 교섭, 통역을 맡아 활약하였다. 이즈하라 조쥬인(長寿院)에 묘소가 있다.
- 아사미 사다노리(浅見貞則) - 아자이 나가마사(浅井長政)의 가신으로 아들 지로(次郞)과 대를 이어 아사미 쓰시마노카미(浅見対馬守)를 자처했다(세이신지 문서浄信寺文書).
- 이데우라 모리키요(出浦盛清) - 시나노 마쓰시로번(信濃松代藩)의 닌자 두령으로써 이데우라 쓰시마노카미(出浦対馬守)를 자처했었다.

## 참고 문헌
- 신카와 도키오(新川登亀男)「1장 바다와 산야의 역사를 열다」 고다마 코우타(児玉幸多) 감수 『현사(県史)42 나가사키 현의 역사(長崎県の歴史)』야마카와 출판사(山川出版社), 1998년 5월. ISBN 4-634-32420-2
- 신카와 도키오 「2장 동아시아 속의 고대 통일국가」『현사42 나가사키 현의 역사』 야마카와 출판사, 1998년 5월. ISBN 4-634-32420-2

## 같이 보기
- 쓰시마섬
- 쓰시마 후추 번
- 쓰시마시 (나가사키현)